# سارناث
سارناث (به انگلیسی: Sarnath) یک منطقهٔ مسکونی در هند است که در۱۳ کیلومتری شهر بنارس واقع شده‌است.

## نگارخانه

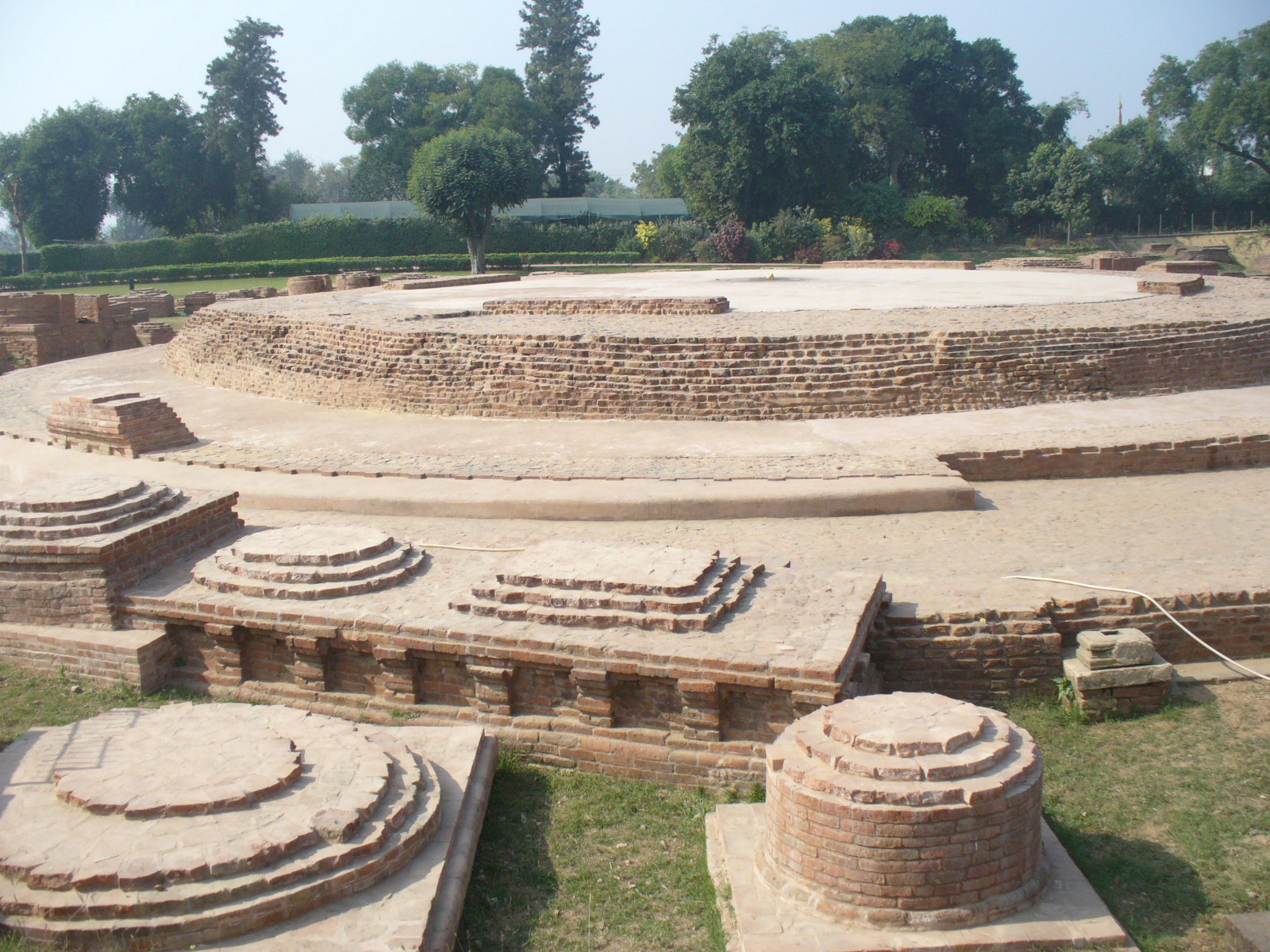
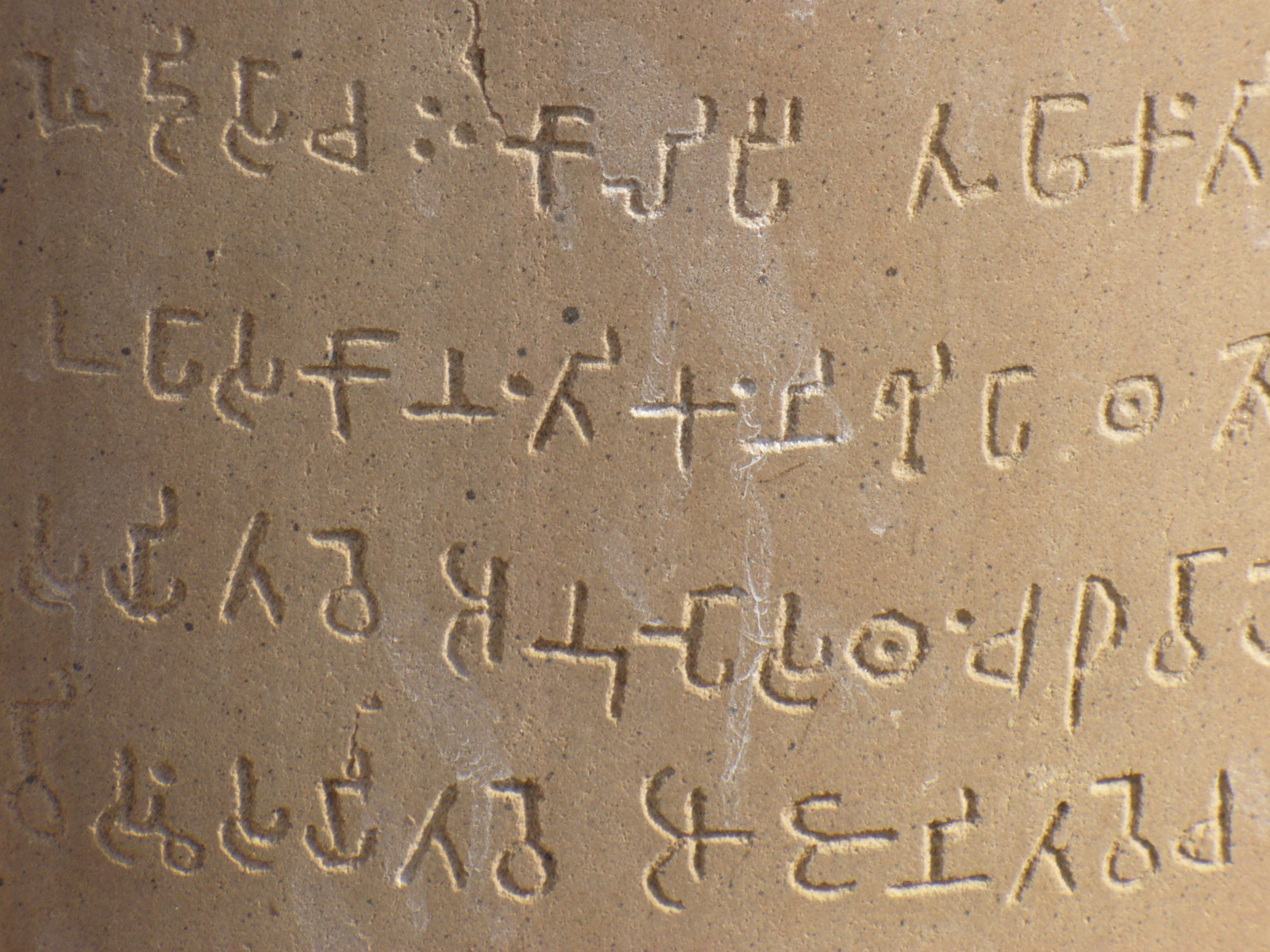
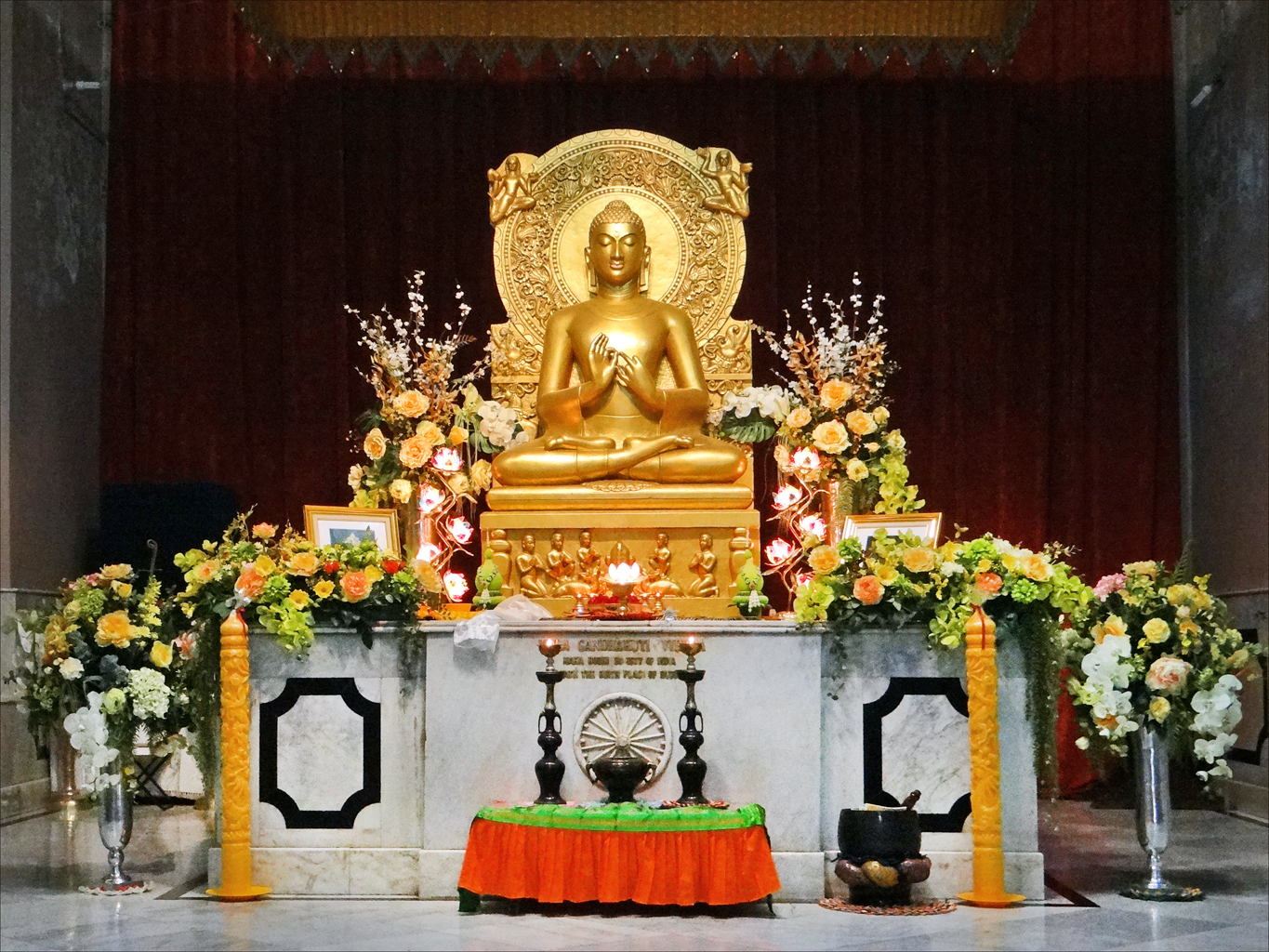
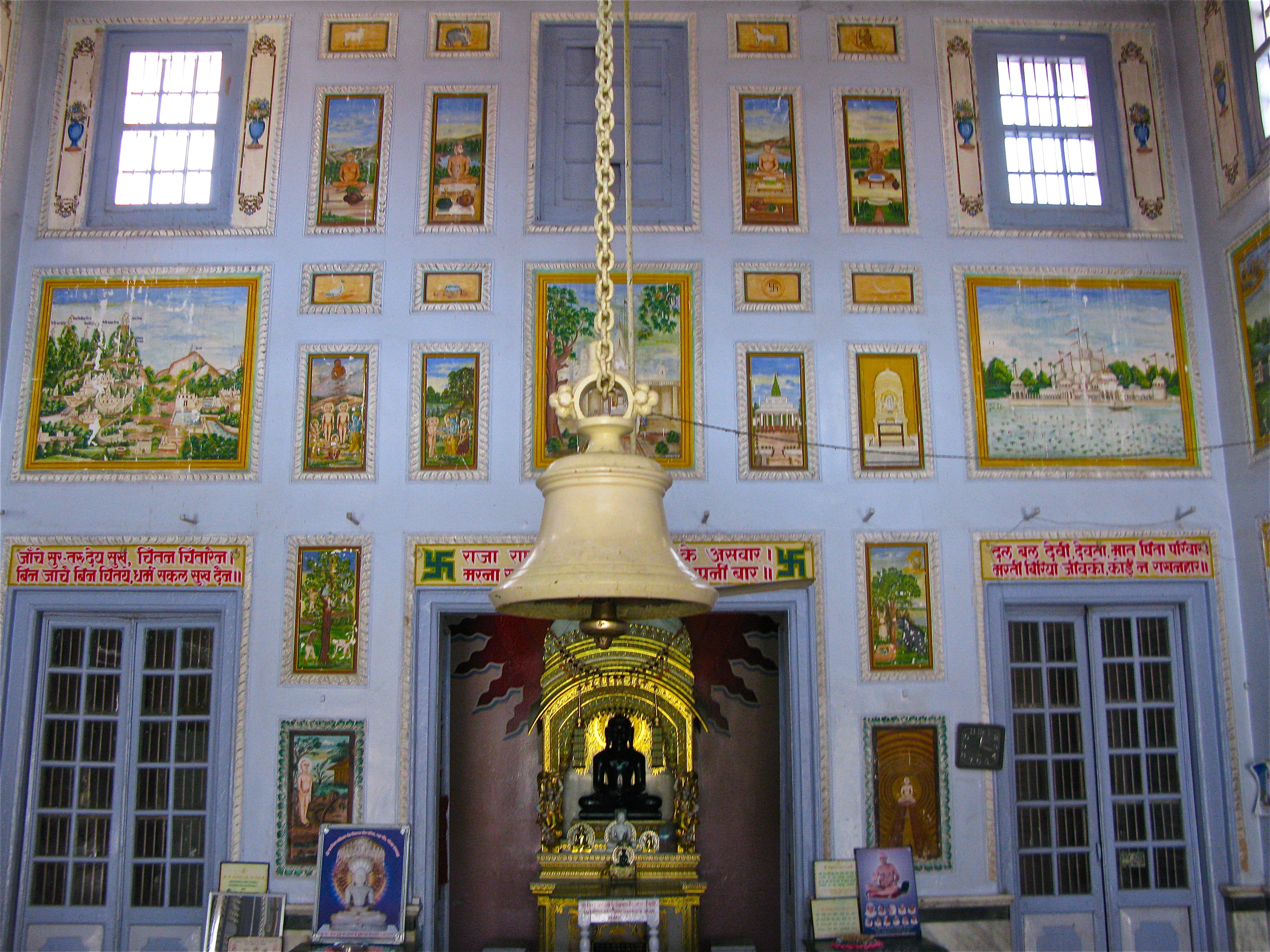
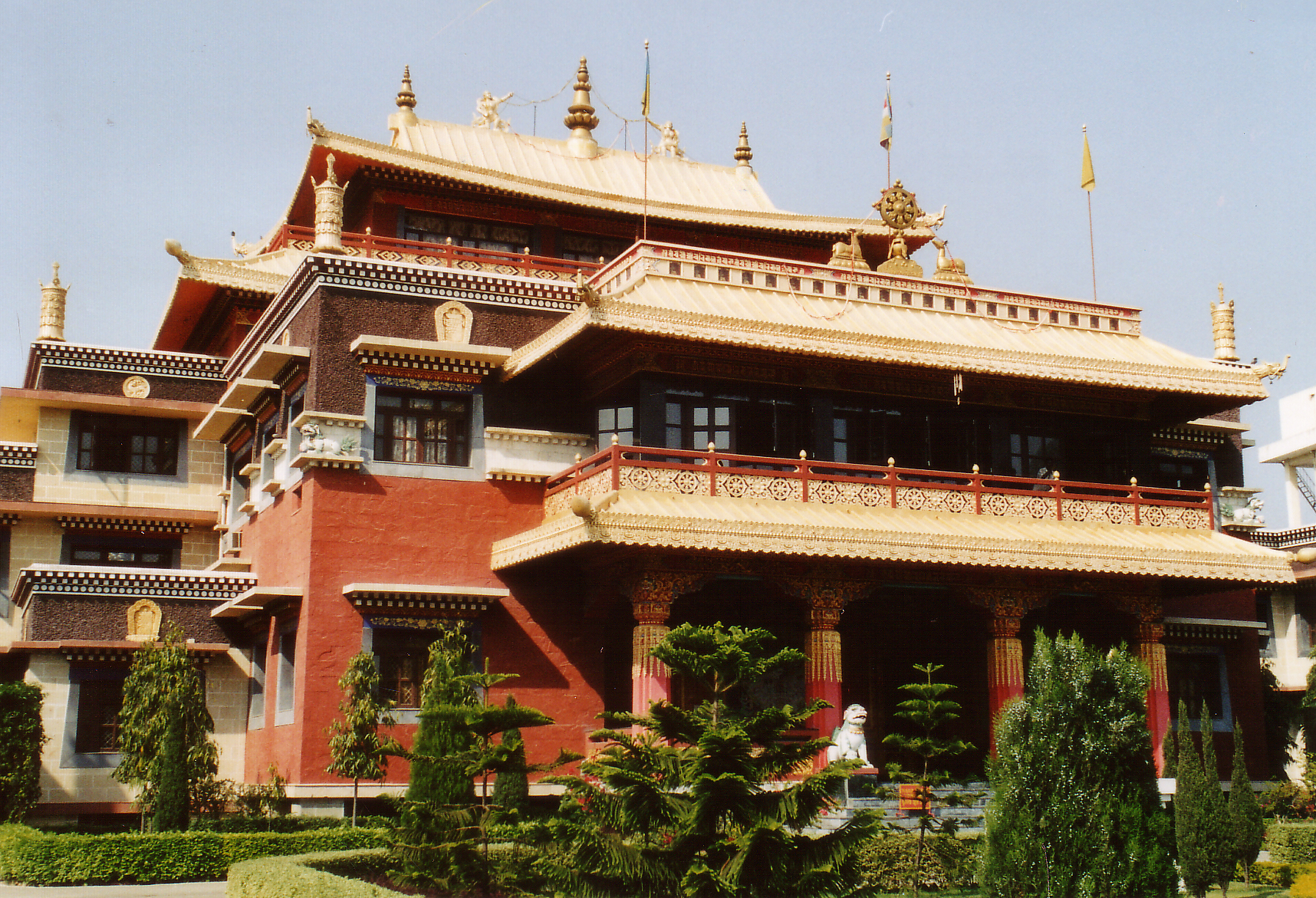
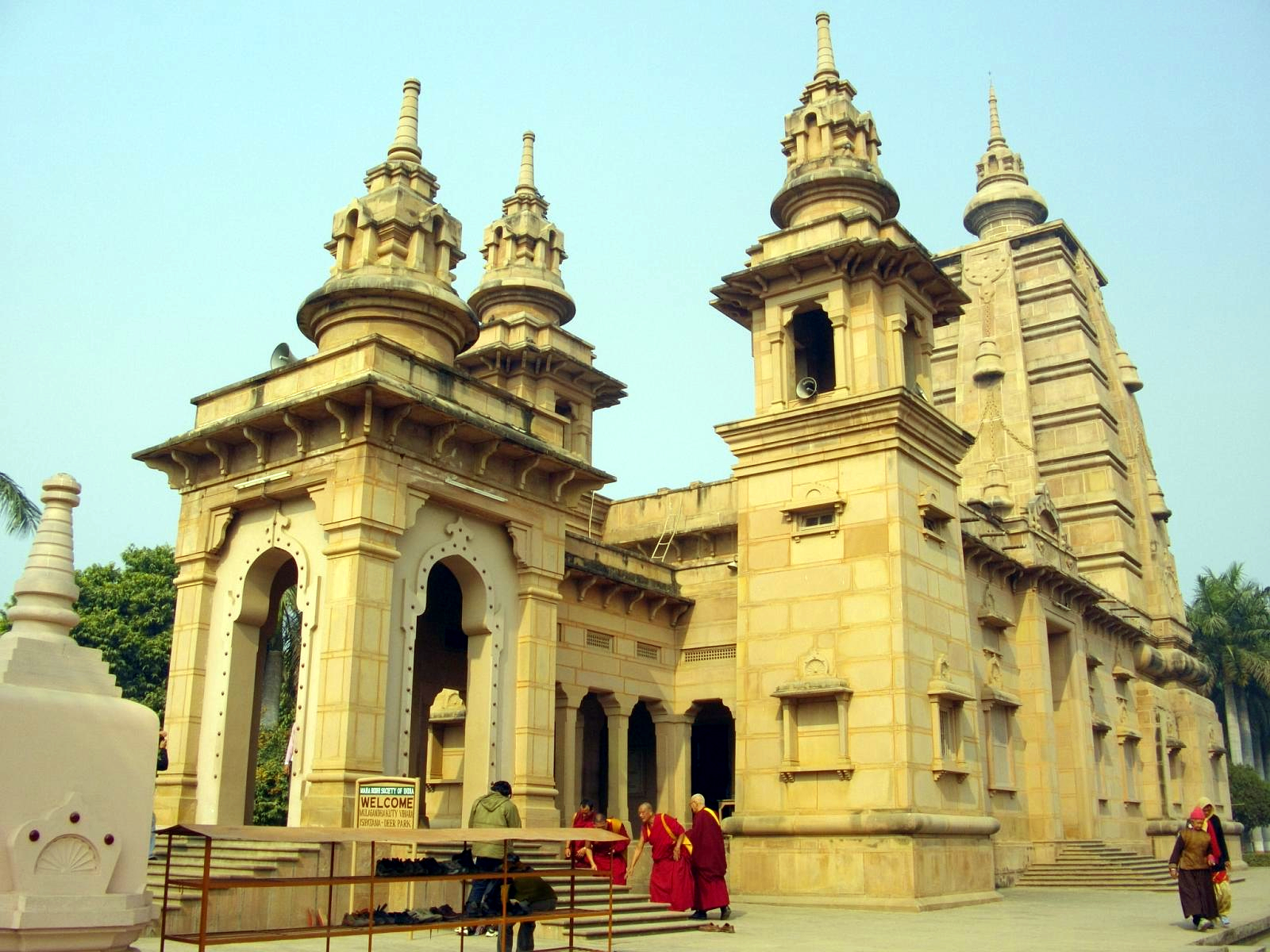
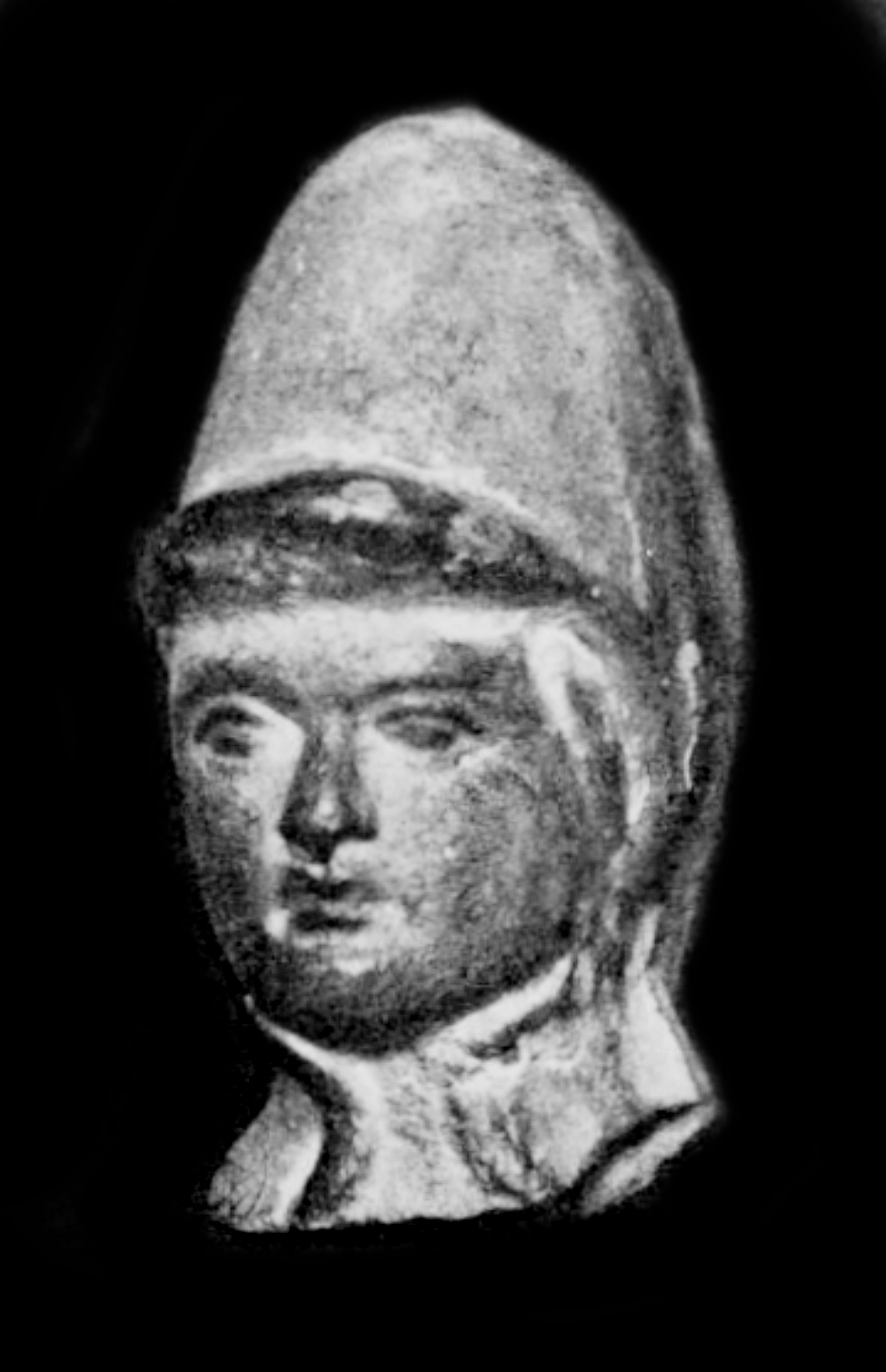
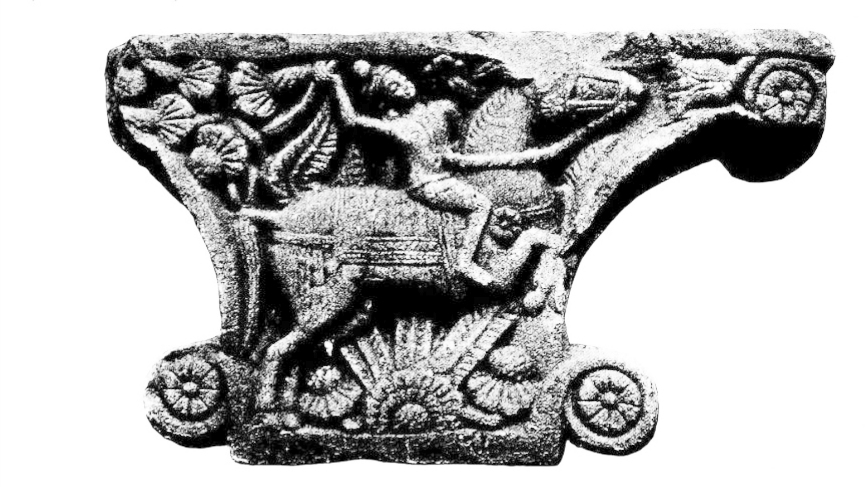
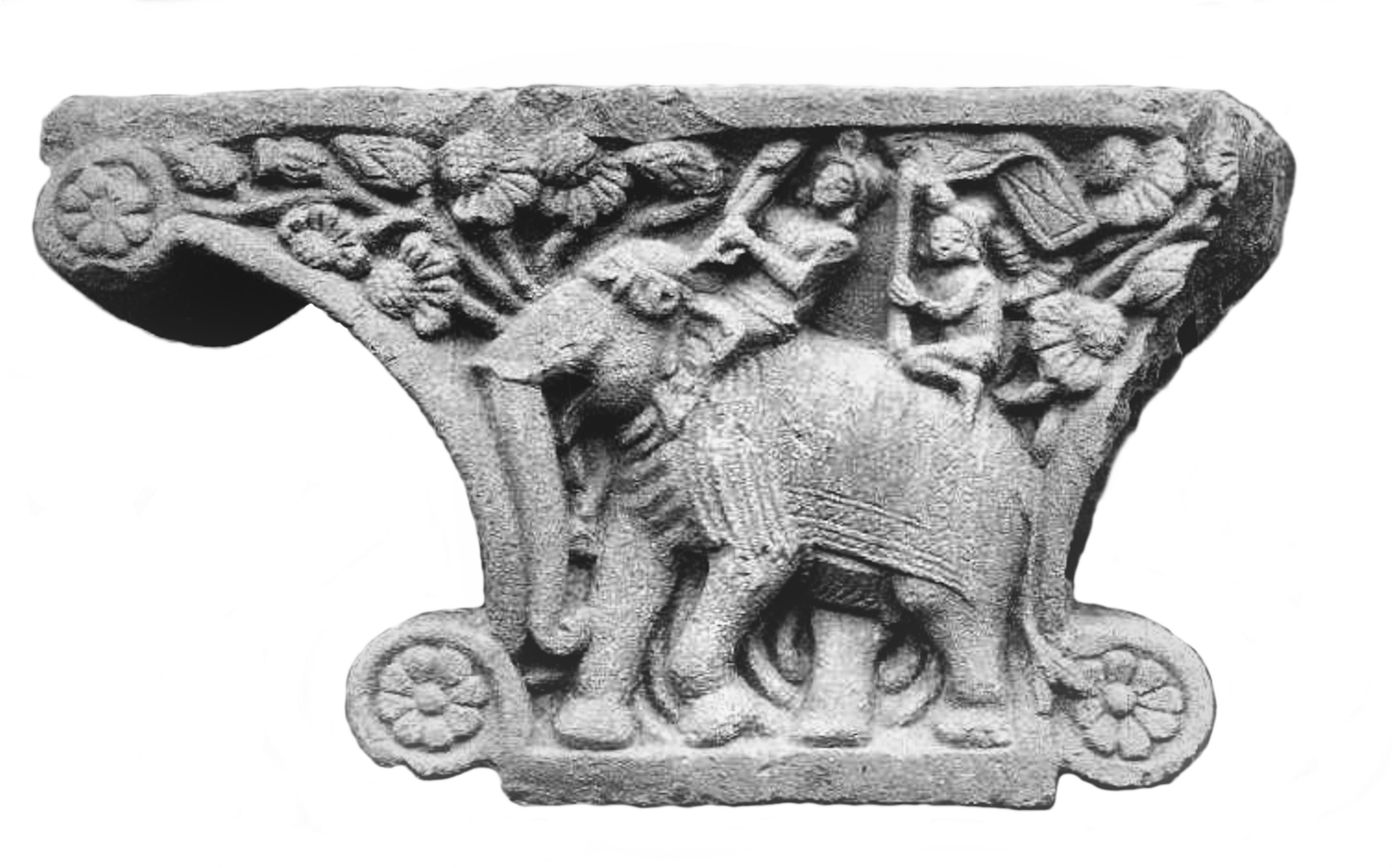